# Ustaritz
Ustaritz är en kommun i departementet Pyrénées-Atlantiques i regionen Nouvelle-Aquitaine i sydvästra Frankrike. Kommunen ligger i kantonen Ustaritz som tillhör arrondissementet Bayonne. År 2022 hade Ustaritz 7 684 invånare.

## Befolkningsutveckling
Antalet invånare i kommunen Ustaritz
| Referens: INSEE |